# Rum (Austria)
Rum – gmina targowa w Austrii, w kraju związkowym Tyrol, w powiecie Innsbruck-Land. Znajduje się ona w odległości ok. 5 km od miasta Innsbruck i średniowiecznego miasta Hall in Tirol. Liczy 8986 mieszkańców (1 stycznia 2015).

## Urodzeni w Rumie
- Gregor Schlierenzauer, skoczek narciarski

## Współpraca
Miejscowość partnerska:
- Bodelshausen, Niemcy